# Боровский, Давид Борисович
В википедии есть статья о театральном художнике Давиде Львовиче Боровском
Давид Борисович Боровский (12 августа 1926, Лосиноостровская, Московская губерния — 2004, Санкт-Петербург) — советский и российский театральный художник, график.

## Биография
Родился 12 августа 1926 года на станции Лосиноостровской, Московской губернии. 
В 1945—1952 учился в Ленинграде, в Государственном Институте живописи, скульптуры и архитектуры им. Репина у К. И. Рудакова и В. М. Конашевича. Участник всесоюзных и международных выставок советской графики в Польше, ГДР, Чехословакии и Болгарии.
В 1954 Третьяковская галерея включила ряд работ Боровского в постоянную экспозицию «советского» отдела.
В 1990 году художник оставляет графику и целиком переходит к живописной технике. Главными темами его работ становятся балет, портрет, пейзаж, детство.
Произведения Д. Б. Боровского хранятся в Государственной Третьяковской галерее, Государственном Русском музее в Санкт-Петербурге.